# Nemilany
Nemilany (Duits: Nimlau) is tegenwoordig een wijk in Olomouc. In Nemilany wonen ongeveer 1.000 mensen. In Nemilany bevindt zich de spoorweghalte Nemilany.

## Geschiedenis
- 1141 – De eerste schriftelijke vermelding van Nemilany.
- 1843 – Nemilany krijgt een eigen school.
- 1877 – Het dorp Kyselov wordt van de gemeente Nemilany afgescheden en een zelfstandige gemeente.
- 1975 – De gemeente Nemilany wordt bij Olomouc gevoegd.

## In Nemilany geboren
- Rudolf Strnisko (1881 – 1952)

## Aanliggende (kadastrale) gemeenten
| Aanliggende (kadastrale) gemeenten1 | Aanliggende (kadastrale) gemeenten1 | Aanliggende (kadastrale) gemeenten1 | Aanliggende (kadastrale) gemeenten1 | Aanliggende (kadastrale) gemeenten1 |
| ----------------------------------- | ----------------------------------- | ----------------------------------- | ----------------------------------- | ----------------------------------- |
|                                     |                                     | Slavonín                            |                                     | Nové Sady                           |
|                                     |                                     |                                     |                                     |                                     |
| Nedvězí                             | Holice                              |                                     |                                     |                                     |
|                                     |                                     |                                     |                                     |                                     |
|                                     |                                     | Kožušany-Tážaly                     |                                     |                                     |

1Cursief geschreven namen zijn andere kadastrale gemeenten binnen Olomouc.
Bělidla ·
Černovír ·
Droždín ·
Chomoutov ·
Chválkovice ·
Hejčín ·
Hodolany ·
Holice ·
Klášterní Hradisko ·
Lazce ·
Lošov ·
Nedvězí ·
Nemilany ·
Neředín ·
Nová Ulice ·
Nové Sady ·
Nový Svět ·
Olomouc-město ·
Pavlovičky ·
Povel ·
Radíkov ·
Řepčín ·
Slavonín ·
Svatý Kopeček ·
Topolany ·
Týneček